# 黎龍鉞
黎龍鉞（越南语：／；983年—1005年），越南前黎朝第二代皇帝。在《大越史記全書》中被稱作中宗皇帝（越南语：／），所以又有黎中宗（越南语：／）的稱呼。
兄弟11人中，最受父亲黎桓寵愛。封南封王（越南语：／），后来又立为皇太子。黎桓死後，黎龍鉞即位为大瞿越皇帝，3日后，被弟弟開明王黎龍鋌殺害。
| 中宗皇帝黎龍鉞 |                       |               |
| 前任： 黎桓    | 大瞿越帝國皇帝 1005年 | 繼任： 黎龍鋌 |
| 前任： 黎桓    | 越南前黎朝君主 1005年 | 繼任： 黎龍鋌 |